# Municipio de Glavinitsa
El municipio de Glavinitsa (búlgaro: Община Главиница) es un municipio búlgaro perteneciente a la provincia de Silistra.
En 2011 tiene 10 930 habitantes, el 61,31% turcos, el 26,35% búlgaros y el 1,97% gitanos. La sexta parte de la población vive en la capital municipal Glavinitsa.
Se ubica en el centro-oeste de la provincia. El norte del término municipal es fronterizo con Rumania, mientras que por el sur limita con la provincia de Razgrad.

## Localidades
| Localidad        | Cirílico        | Población (diciembre de 2009) |
| ---------------- | --------------- | ----------------------------- |
| Glavinitsa       | Главиница       | 1928                          |
| Bashtino         | Бащино          | 167                           |
| Bogdantsi        | Богданци        | 699                           |
| Chernogor        | Черногор        | 451                           |
| Dichevo          | Дичево          | 471                           |
| Dolno Ryahovo    | Долно Ряхово    | 405                           |
| Kalugerene       | Калугерене      | 551                           |
| Kolarovo         | Коларово        | 369                           |
| Kosara           | Косара          | 213                           |
| Listets          | Листец          | 583                           |
| Malak Preslavets | Малък Преславец | 365                           |
| Nozharevo        | Ножарево        | 572                           |
| Osen             | Осен            | 144                           |
| Padina           | Падина          | 415                           |
| Podles           | Подлес          | 187                           |
| Sokol            | Сокол           | 353                           |
| Stefan Karadzha  | Стефан Караджа  | 1031                          |
| Suhodol          | Суходол         | 775                           |
| Valkan           | Вълкан          | 383                           |
| Zaritsa          | Зарица          | 446                           |
| Zafirovo         | Зафирово        | 933                           |
| Zvenimir         | Звенимир        | 454                           |
| Zebil            | Зебил           | 715                           |
| Total            |                 | 12 610                        |